# RMS Teutonic
El RMS Teutonic fue un transatlántico británico construido para la compañía naviera White Star Line en Belfast. Es notable por haber sido el primer crucero mercante armado.

## Historia

### Trasfondo
A finales de la década de 1880, la competición para hacerse con la Banda Azul, el premio a la travesía más rápida a través del océano Atlántico, era bastante enconada entre los principales barcos de línea, y la White Star decidió ordenar la construcción de dos nuevos barcos a los astilleros Harland and Wolff que fueran capaces de alcanzar una velocidad media de crucero de 20 nudos. La construcción del Teutonic y el Majestic comenzó en 1887. 
Cuando el Teutonic fue botado el 19 de enero de 1889, se convirtió en el primer barco de la White Star que no contaba con velamen auxiliar para su propulsión. El barco fue completado el 25 de julio de ese año, y participó en la revista naval de Spithead el 5 y 6 de agosto, coincidiendo con la visita del Kaiser Guillermo II al Reino Unido.
Aunque la reina Victoria permaneció a bordo del yate real, el Kaiser realizó una visita de dos horas al flamante barco, realizada junto a su tío y anfitrión, el príncipe Eduardo de Gales. Durante la visita, Guillermo supuestamente se dio la vuelta y le dijo a uno de sus ayudantes: "Debemos tener uno de estos..." 
Generalmente se atribuye a esta reacción del Kaiser el posterior ímpetu alemán para la creación de los primeros buques de cuatro chimeneas, conocidos como los buques de la clase Kaiser. 
Ocho años después, el Teutonic también participó en la revista naval de Spithead de 1897, en honor del jubileo de la reina Victoria.
El Teutonic fue construido bajo el acuerdo con la Armada británica para ser convertido en buque armado en caso de ser necesario, y fue el primer mercante británico armado, con cañones de 4,7 pulgadas. Estas armas fueron retiradas tras las revistas militares, y el 7 de agosto partió para su viaje inaugural hacia Nueva York, reemplazando al SS Baltic en la flota de la White Star. En 1891, el Majestic logró la Banda Azul para la White Star, y en ese mismo año, el Teutonic se la arrebató con una travesía realizada a una velocidad media de 20.25 nudos. Posteriormente mejoraría dicha velocidad, con 20,5 nudos. Al año siguiente, no obstante, el SS City of Paris se llevó el premio, y ningún barco de la White Star lo volvería a obtener en las décadas posteriores. A pesar de ello, tanto el Teutonic como su gemelo fueron buques extremadamente rentables, y ambos realizaron travesías con el pasaje completo en varias ocasiones.

### Especificaciones
El Teutonic y el Majestic fueron ambos conocidos como los primeros buques de línea modernos debido a sus mejoras en lo que respecta a la acomodación de los pasajeros. Todos los buques anteriores de la White Star sólo tenían dos clases de pasajeros, "Salón" y "Entrepuente". Tanto el Teutonic como el Majestic supusieron grandes cambios al respecto. 

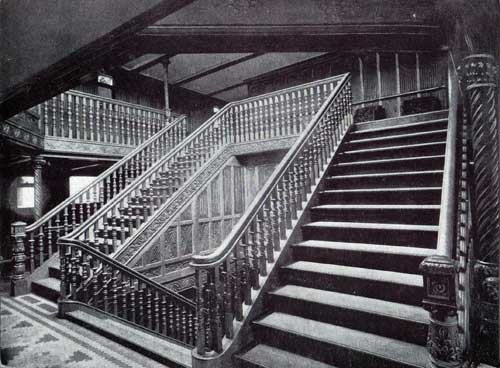
Escalera principal de primera clase a bordo del Teutonic

 Ambos barcos fueron diseñados para incorporar tres tipos de alojamientos, consistiendo en primera, segunda y tercera clases. La primera clase, originalmente conocida como clase Salón, fue destinada a los viajeros pudientes y sus familias. 
El Teutonic tenía camarotes para 300 pasajeros de primera clase, en espaciosas cabinas situadas en las tres cubiertas superiores, y disponía de muchas características interesantes. Muchas cabinas estaban interconectadas para facilitar los viajes familiares. Una nueva clase estaba emergiendo en los buques en torno a esta época, y el Teutonic fue de los primeros en incorporarla. 
La segunda clase estaba diseñada para ser un puente entre primera y tercera clase, y estaba destinada a viajeros de clase media. El Teutonic fue diseñado para albergar a una capacidad total de 190 pasajeros de segunda clase en habitaciones confortables en la segunda cubierta más alta del barco, aunque más alejada hacia la popa. 
La tercera clase, comúnmente conocida como clase Entrepuente, estaba destinada a los inmigrantes y viajeros de clase baja. El Teutonic podía albergar hasta 1000 pasajeros en esta clase, en dos áreas del barco. En la proa se encontraban grandes habitaciones compartidas para los hombres solteros. Mientras que la acomodación del resto de pasajeros se encontraba en la popa. En ella se situaban camarotes de dos o cuatro camas para parejas casadas o pasajeros con niños, mientras que las mujeres solteras eran alojadas, al igual que los hombres en proa, en grandes dormitorios compartidos en popa.

### Carrera

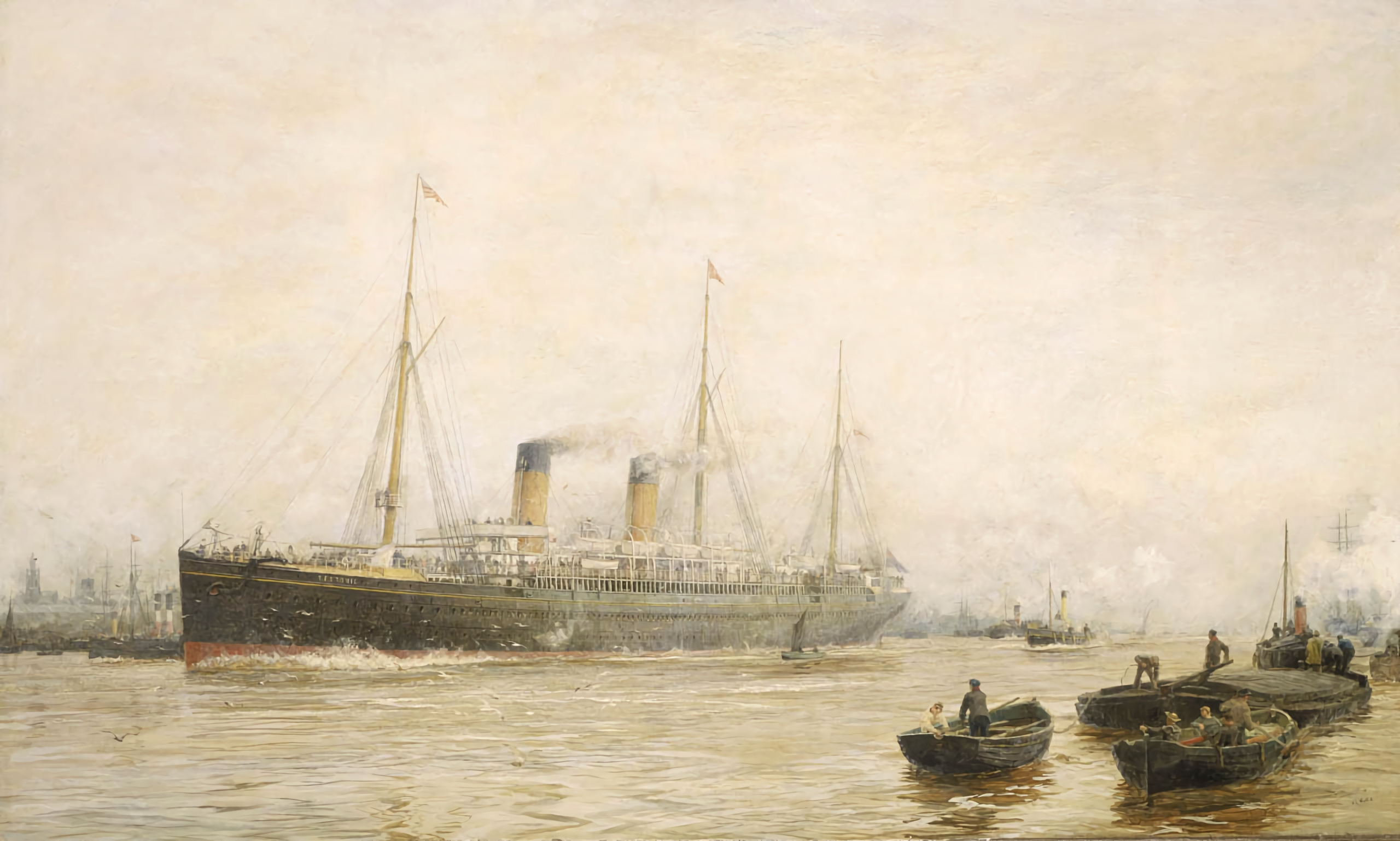
El Teutonic sirvió de inspiración en el diseño de los barcos alemanes de la, de la Norddeutscher Lloyd

Durante sus primeros 18 años de servicio, tanto el Teutonic como el Majestic, junto a los más antiguos SS Britannic y SS Germanic, navegaron en la ruta entre su puerto de origen, Liverpool, y Nueva York. Cada barco hacía de media una travesía de ida y vuelta cada mes, por lo que promediaban entre 11 y 14 viajes por temporada. Los horarios de la White Star estaban planeados de tal manera que pudieran operar un servicio semanal a través del océano Atlántico. Cada barco navegaba desde Liverpool un día específico, normalmente miércoles o jueves. Desde ahí, harían escala en el pequeño puerto de Queenstown (actual Cobh), en Irlanda, para recoger más pasajeros. Los registros conservados muestran que el Teutonic y el Majestic recogían hasta 800 inmigrantes irlandeses en cada escala, ya que la White Star era muy popular en Irlanda debido a que la mayoría de sus barcos, incluyendo el Teutonic habían sido construidos allí. 
Tras hacer escala en Queenstown, continuaban su largo viaje hacia Nueva York, a más de 2.500 millas en mar abierto. Tras el viaje, una vez que los pasajeros eran despachados en el puerto de la White Star en Nueva York o el centro de recepción de inmigrantes en Castle Garden, y posteriormente en la isla de Ellis, el barco sería preparado para su viaje de retorno. 
En 1897, el Teutonic volvió a asumir su papel militar para la revista en conmemoración del 60 aniversario de la reina Victoria. En 1898, tuvo una colisión menor en el Puerto de Nueva York con el Berlin de la naviera estadounidense United States Lines, pero ninguno de los dos buques sufrió daños de importancia.
Durante la Segunda Guerra Bóer en 1900, sirvió como barco de transporte de tropas. En 1901, el Teutonic sufrió un tsunami, que se llevó por delante a dos vigías. Afortunadamente, el tsunami golpeó durante la noche y no había pasajeros en cubierta.

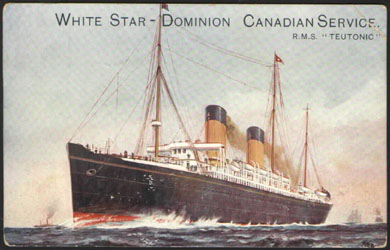
Postal del Teutonic durante su servicio para la Dominion Line

En 1911, fue reemplazado por el nuevo buque de la White Star, el RMS Olympic, siendo transferido a la Dominion Line para su servicio canadiense.  
En 1913, la avanzada edad del Teutonic significaba que no era atractivo para los viajeros más pudientes, por lo que fue remodelado para llevar solo pasajeros de segunda y tercera clase. 
En octubre de 1913, el barco escapó por los pelos de seguir el mismo destino que el malogrado RMS Titanic cuando, a unas 172 millas al este de Belle Isle en la costa de Terranova, pasó tan cerca de un iceberg que sólo pudo evitar la colisión tras ordenar el reverso de la marcha de sus motores y girar todo el timón a estribor. De acuerdo a la edición del 29 de octubre de 1913 del Chicago Tribune, "el navío pasó a menos de 20 pies del témpano de hielo. La niebla era tan densa que incluso a una distancia tan corta, el hielo prácticamente no podía divisarse. Estaba tan cerca que hubo peligro de que la hélice del barco pudiera ser dañada al realizar la maniobra de evasión. Los pasajeros no fueron conscientes del grave peligro hasta que fue evitado. Realizaron la firma de un documento para expresar su gratitud al capitán y sus oficiales, y su admiración por el cuidado y la pericia demostrados".
En 1914, con el comienzo de la Primera Guerra Mundial, el Teutonic se convirtió en un buque mercante armado de nuevo, siendo incorporado al décimo escuadrón de cruceros. En 1916, fue remodelado para incorporar armas con calibre de 6 pulgadas, y sirvió como barco escolta para convoyes, así como para transporte de tropas.
En 1921, el buque fue finalmente desguazado en Emden (Alemania).